# Clayton Anderson
Clayton Conrad „Clay“ Anderson (* 23. Februar 1959 in Omaha, Nebraska, USA) ist ein ehemaliger US-amerikanischer Astronaut. Er absolvierte von Juni bis November 2007 einen Langzeitaufenthalt an Bord der Internationalen Raumstation (ISS). Er verließ die NASA im Februar 2013.

## Ausbildung
Clayton Anderson absolvierte die Ashland-Greenwood High School in Ashland, Nebraska im Jahre 1977. Am Hastings College erreichte er 1981 einen Bachelor-Abschluss in Physik, an der Iowa State University 1983 einen Master-Abschluss in Luft- und Raumfahrttechnik.

## Raumfahrertätigkeit
Nach seinem Studium trat Anderson der NASA bei. Am Johnson Space Center in Houston wurde er Spezialist für Flugbahnen. An der Vorbereitung und Begleitung der Flüge STS-34 im Jahre 1989 und STS-31 1990 war er direkt beteiligt.
Anderson bewarb sich als Astronaut (NASA-Gruppe 16), kam am 21. Januar 1996 in die Endauswahl, wurde aber im ersten Anlauf dann doch abgelehnt. Sein zweiter Versuch war erfolgreich, und so wurde er am 5. Juni 1998 mit der 17. NASA-Gruppe der Öffentlichkeit als zukünftiger Astronaut vorgestellt. Bevor er einem Raumflug zugeteilt wurde, arbeitete er an einer Erweiterung des Sicherheitssystems des Shuttle-Cockpits, war 2001/2002 in der Support Crew der ISS-Expedition 4 und arbeitete als Capcom. Außerdem wurde er für Außenbordaktivitäten ausgebildet. Clayton Anderson ist Funkamateur mit dem Rufzeichen KD5PLA.

### NEEMO 5
Vom 16. bis 29. Juni 2003 war er Teilnehmer am NASA-Unterseelabor NEEMO 5. An Bord der Aquarius waren noch Ryan Snow, James Talacek, Emma Hwang sowie die NASA-Astronauten Peggy Whitson und Garrett Reisman. Alle drei Astronauten waren später als ISS-Dauergäste auf der ISS oder sind als solche eingeplant.

### ISS-Expedition 15
Anderson war seit Dezember 2003 Flugingenieur in der Reservemannschaft (Double für Sunita Williams) der ISS-Expedition 14, die im September 2006 zur Internationalen Raumstation (ISS) startete. Anderson wurde danach im Januar 2005 als ISS-Flugingenieur für die ISS-Expedition 15 eingeteilt und startete am 8. Juni 2007 mit der Shuttle-Mission STS-117 zur Raumstation. Er arbeitete und lebte fünf Monate auf der ISS, bevor er mit STS-120 am 7. November 2007 wieder zurückkehrte.

### STS-131
Am 5. Dezember 2008 wurde Anderson als Missionsspezialist für die Mission STS-131 benannt. Der Start erfolgte am 5. April 2010, die Landung am 20. April 2010. Zusammen mit Richard Mastracchio führte er drei Außenbordeinsätze durch.

## Privates
Anderson ist verheiratet und hat zwei Kinder.